# Capitol Records
Capitol Records — звукозаписывающий лейбл США. Основан в 1942 году. В 1955 году куплен британской звукозаписывающей компанией EMI, в 2001 году был объединён с лейблом Priority Records. В 2012 году вместе с EMI был продан Universal Music Group.

## История

### 2000-е годы
В 2001 году EMI объединила Capitol с Priority Records.
В 2006—2007 году лейбл договорился о совместной дистрибуции с музыкантами Fat Joe (лейбл Terror Squad Entertainment), Mims (American King Music). Также были подписаны ряд артистов вроде The Game (The Black Wall Street Records), Джермейн Дюпри (So So Def Recordings). Последний возглавил направление urban music в Capitol Records.
В феврале 2007 года EMI сообщило о своём слиянии с Virgin Records, в ходе которого Capitol войдёт в состав Capitol Music Group.
Лейбл судился с сайтом для обмена видео Vimeo, обвиняя его в нарушении авторских прав.

### 2010-е годы
В 2012 году звукозаписывающий бизнес EMI был продан Universal Music Group, в ходе реорганизации Capitol Music Group штаб-квартира переехала в башню Capitol. Подразделение возглавил бывший сотрудник Columbia Records Стив Барнетт.
В апреле 2013 года Capitol Records засудил интернет-компанию ReDigi.com за нарушение авторского права, позволявшее пользователям создавать дополнительные копии цифровых файлов лейбла для загрузки/потоковой передачи другим пользователям.
В 2014 году к лейблу присоединился сайт PGH Live Music, а певица Кэти Перри основала дочерний лейбл Metamorphosis Music (с 2016 года — Unsub Records). В тот год Capitol занял второе место по доле рынка и выиграл четыре главные премии церемонии «Грэмми» благодаря работам музыкантов Бека и Сэма Смита.
В 2016 году группа Avenged Sevenfold создало дочерний лейбл Avenged Sevenfold Partnership, на котором и выпустила новый альбом The Stage.